# مورين كينيدي سلمان
مورين كينيدي سلمان (4 أبريل 1936 - 17 أغسطس 2006)، (بالإنجليزية: Maureen Kennedy Salaman) هي كاتبة اميريكية، ومؤيدة الطب البديل، وكانت مرشحة الحزب الجمهورى لمنصب نائب رئيس الولايات المتحدة في انتخابات عام 1984.

## السيرة الذاتية
ولدت سلمان عام 1936 في مقاطعة غلينديل بولاية كاليفورنيا، عندما كانت طفلة قتل والدها تيد كينيدي في الحرب العالمية الثانية والذي كان يخدم في القوات البحرية الأمريكية وبعد ذلك انتقلت الأسرة إلى مقاطعة سان ماتيو بولاية كاليفورنيا.
أصبحت سلمان متخصصة في التغذية وسرعان ما انخرطت في الطب البديل، وفي عام 1982 تم انتخابها رئيسا للاتحاد الوطني للصحة وهم جماعة مؤيدين للطب البديل، وقد شغلت هذا المنصب مع اثنين اخريين حتى توفت من سرطان البنكرياس عام 2006.
وقد عينت سلمان في حزب يمينى متطرف في 1984 جنبا إلى جنب مع بوب ريتشارد (اللاعب الاوليمبى السابق في القفز بالزانة)، بعد ان حصدوا 66324 صوتا بنسبة (0.07٪).

## حياتها الشخصية
تزوجت سلمان من جيرارد مورتون في عام 1957، وأنجبا طفلين، شون وكولين. وبعد ان انفصلا تزوجت مرة أخرى من فرانك سلمان.

## الوفاة
توفت سلمان في منزلها في مقاطعة أثرتون بولاية كاليفورنيا في عام 2006، في سن ال 70.